# Meramec Township (St. Louis County, Missouri)
Die Meramec Township ist eine von 28 Townships im St. Louis County im Osten des US-amerikanischen Bundesstaates Missouri und Bestandteil der Metropolregion Greater St. Louis. Das U.S. Census Bureau hat bei der Volkszählung 2020 eine Einwohnerzahl von 41.343 ermittelt.

## Geografie

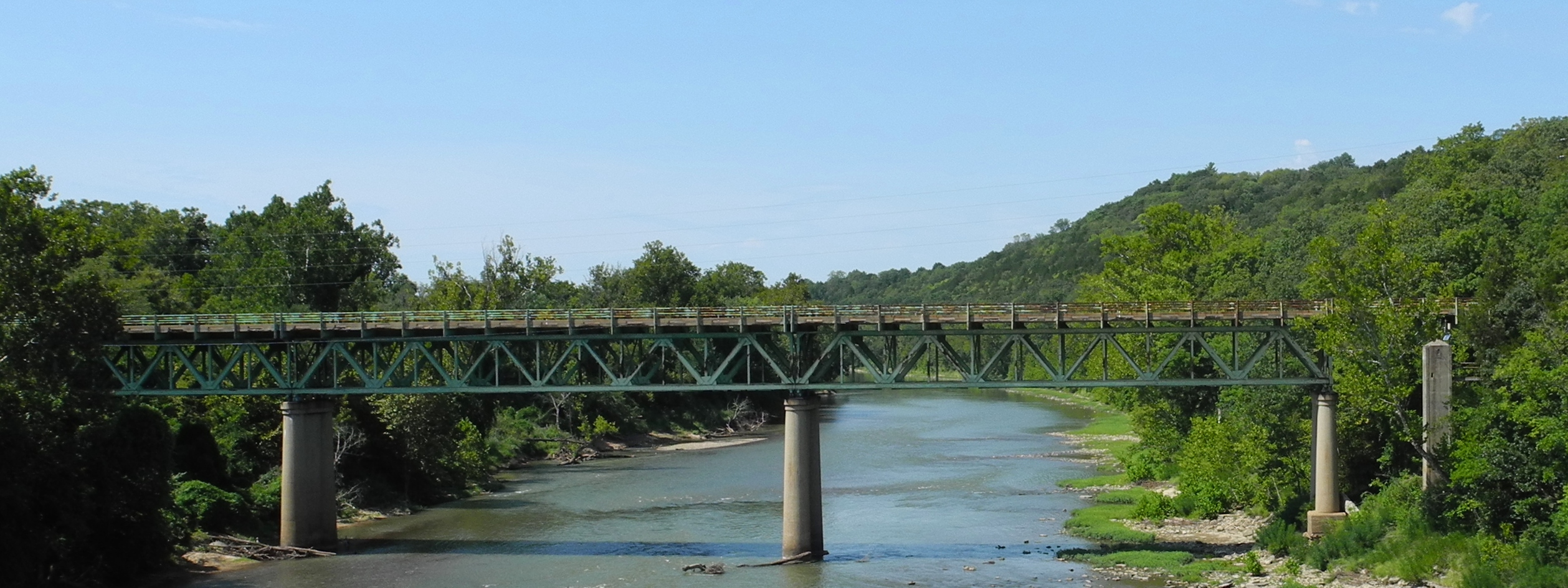
Brücke über den Meramec River zum Route 66 State Park

Die Meramec Township liegt im südwestlichen Vorortbereich von St. Louis und wird vom Meramec River durchflossen. Der Mississippi, der die Grenze zu Illinois bildet, befindet sich rund 30 km östlich.
Die Meramec Township liegt auf 38°34′17″ nördlicher Breite und 90°36′52″ westlicher Länge und erstreckt sich über 172,2 km², die sich auf 169,6 km² Land- und 2,6 km² Wasserfläche verteilen. Damit ist die Meramec Township die flächenmäßig zweitgrößte im gesamten St. Louis County.
Auf dem Gebiet der Meramec Township liegen der Route 66 State Park und die Rockwoods Range Conservation Area, ein IUCN-zertifiziertes Wildschutzgebiet.

Die Meramec Township liegt im äußersten Südwesten des St. Louis County und grenzt südlich an das Jefferson sowie im Westen an das Franklin County. Innerhalb des St. Louis County grenzt die Meramec Township im Nordwesten an die Chesterfield Township, im Norden an die Wildhorse und die Lafayette Township, im Nordosten an die Queeny Township sowie im Osten an die Bonhomme Township.

## Verkehr
Durch den Süden der Meramec Township verläuft in West-Ost-Richtung die Interstate 44 auf einer gemeinsamen Strecke mit dem U.S. Highway 50. Im Südosten der Meramec Township mündet die aus südwestlicher Richtung kommende Missouri State Route 44 ein. Die alte Route 66, die auf einer gemeinsamen Strecke mit der Missouri State Route 100 verläuft, bildet die nordöstliche Begrenzung der Meramec Township. Durch die Mitte der Township verläuft in Nord-Süd-Richtung die Missouri State Route 109. Durch den äußersten Nordosten der Meramec Township führt die Missouri State Route 141. Alle weiteren Straßen sind County Roads oder weiter untergeordnete innerörtliche Verbindungsstraßen.
Entlang des Meramec River verläuft eine Eisenbahnlinie von St. Louis nach Westen, die von der Union Pacific Railroad, der BNSF Railway sowie von Amtrak betrieben wird.
Der Lambert-Saint Louis International Airport liegt rund 35 km nordöstlich der Meramec Township.

## Demografische Daten
Nach der Volkszählung im Jahr 2010 lebten in der Meramec Township 39.731 Menschen in 13.407 Haushalten. Die Bevölkerungsdichte betrug 234,3 Einwohner pro Quadratkilometer. In den 13.407 Haushalten lebten statistisch je 2,86 Personen.
Ethnisch betrachtet setzte sich die Bevölkerung zusammen aus 92,0 Prozent Weißen, 2,2 Prozent Afroamerikanern, 0,2 Prozent amerikanischen Ureinwohnern, 3,8 Prozent Asiaten sowie 0,3 Prozent aus anderen ethnischen Gruppen; 1,4 Prozent stammten von zwei oder mehr Ethnien ab. Unabhängig von der ethnischen Zugehörigkeit waren 1,8 Prozent der Bevölkerung spanischer oder lateinamerikanischer Abstammung.
28,5 Prozent der Bevölkerung waren unter 18 Jahre alt, 62,7 Prozent waren zwischen 18 und 64 und 8,8 Prozent waren 65 Jahre oder älter. 49,7 Prozent der Bevölkerung war weiblich.
Das mittlere jährliche Einkommen eines Haushalts lag bei 92.078 USD. Das Pro-Kopf-Einkommen betrug 36.286 USD. 2,4 Prozent der Einwohner lebten unterhalb der Armutsgrenze.

## Orte
Die Bevölkerung der Meramec Township lebt in folgenden Ortschaften:
Citys
- Ballwin1
- Eureka
- Pacific2
- Wildwood3

Unincorporated Communities
| - Allenton - Crescent - Peerless Park | - Sherman - Times Beach |

1 – überwiegend in der Lafayette Township, teilweise in der Wildhorse Township

2 – überwiegend im Franklin County

3 – überwiegend in der Chesterfield Township, teilweise in der Wildhorse Township